# EPrix de Tokyo
Le ePrix de Tokyo est une épreuve comptant pour le championnat du monde de Formule E, dont la première édition se déroulera le 30 mars 2024.

## Historique
A l'aube de la première saison de Formule E, Tokyo faisait partie des premières municipalités contactées par les promotteurs du championnat pour l'élaboration d'un ePrix. L'événement a été considéré comme un moyen d'atteindre l'objectif de Tokyo de garantir que toutes les nouvelles automobiles soient sans essence d'ici 2030, la gouverneur de Tokyo, Yuriko Koike, déclarant que « les championnats donneront une impulsion à la diffusion des véhicules zéro émission ». Après près d'une décennie de négociation, un accord préliminaire a été conclu entre la Formule E et le gouvernement de Tokyo le 4 octobre 2022 pour organiser une course au printemps 2024, la course étant officiellement annoncée sur le calendrier provisoire de la saison 2023-24 le 20 juin 2023.

## Le circuit
Le tracé du circuit a été annoncé le 25 octobre 2023. Il s'agit d'un circuit anti-horaire de 18 virages et 2,582 km de long autour de l'enceinte du Tokyo Big Sight.

## Palmarès
| Année | Vainqueur          | Écurie              | Circuit                 | Résultats | Date         |
| ----- | ------------------ | ------------------- | ----------------------- | --------- | ------------ |
| 2024  | Maximilian Günther | Maserati MSG Racing | Circuit urbain de Tokyo | Résumé    | 30 mars 2024 |